# Stemma del Michigan

Stemma del Michigan

Lo stemma del Michigan (ufficialmente in inglese Great Seal of the State of Michigan, ossia Gran Sigillo dello Stato del Michigan) è stato adottato nel 1835. 
Lo stemma è di forma circolare e sfondo azzurro. Al centro di esso è collocato uno scudo di colore blu scuro, in cui è raffigurato un sole che sorge, un lago, una penisola e un uomo in piedi che impugna una lunga pistola rivolta verso il basso. 
Lo scudo è sorretto da due animali, un elk ed un alce, che sono simboli del Michigan, mentre al di sopra di esso vi è un'aquila calva, che identifica gli Stati Uniti.
Il disegno è inoltre caratterizzato da tre motti in lingua latina; dall'alto in basso essi sono:
- su un nastro rosso posto al di sopra dell'aquila vi è la dicitura E pluribus unum, uno dei motti statunitensi,
- sullo scudo blu centrale vi è scritto Tuebor ("sostenere").
- su un nastro bianco collocato nella parte inferiore del sigillo vi è la scritta Si Quæris Peninsulam Amœnam Circumspice ("se cerchi un'incantevole penisola, guardati intorno"). Quest'ultimo è il motto ufficiale dello stato ed è probabilmente un tributo all'architetto Christopher Wren.

L'intero sigillo è circondato da una cornice di colore rosso scuro che include la dicitura The Great Seal of the State of Michigan A.D. MDCCCXXXV.